# Uniwersyteckie XII Liceum Ogólnokształcące im. Marii i Georga Dietrichów
Uniwersyteckie XII Liceum Ogólnokształcące im. Marii i Georga Dietrichów – publiczna szkoła ponadpodstawowa w Olsztynie.

## Historia
Szkoła powstała w 1990 roku jako liceum katolickie. W 2003 roku szkołę przejęli salezjanie tworząc Zespół Szkól Salezjańskich. Po 2005 organem prowadzącym stał się Uniwersytet Warmińsko-Mazurski, który powołał Gimnazjum i Liceum Akademickie. W 2011 władze UWM zrezygnowały z prowadzenia szkoły. Placówkę przejęło Stowarzyszenie Szkół Akademickich. Uniwersytet stał się ponownie organem prowadzącym w 2021 roku.
W 2016 roku szkole nadano imię Marii i Georga Dietrichów.